# Hadrolecocatantops kilimandjaricus
Hadrolecocatantops kilimandjaricus är en insektsart som först beskrevs av Willy Adolf Theodor Ramme 1929.  Hadrolecocatantops kilimandjaricus ingår i släktet Hadrolecocatantops och familjen gräshoppor. Inga underarter finns listade i Catalogue of Life.